# Црква Свете Великомученице Марине у Челопеку
Црква Свете Великомученице Марине у Чекопеку је храм Српске православне цркве који припада Епархији зворничко-тузланској. Налази се у општини Зворник, у мјесту Челопек. Димензије храма су 22,5x16,2 метара. Овај храм саграђен је на мјесту званом Црквиште, не зна се да ли је ту раније постојао храм. Градћња храма почиње 1990. године по пројекту архитеката Драгана Јевтића и Драгана Игњатовића из Зворника. Усљед ратних дешавања (1992-1995) радови су се тек наставили у августу 1995. године. Темеље овога храма освештао је умировљени епископ зворничко-тузлански г. Василије Качавенда 7. септембра 1996. године, а храм је освештано поменути епископ 28. септембра 1997. године.
Иконостас је израдио, од бијелог бора, Радован Секуловић из Подгорице. Иконе на иконостасу живописао је Гојко Ристановић из Београда 1998/1999. године.